# Anastasia Markovici
Anastasia Markovici (în ucraineană Анастасія Маркович; n. 23 octombrie 1979, Briceni, RSS Moldovenească, URSS) este o pictoriță ucraineană în stilul suprarealist.

## Biografie
S-a născut în orașul Briceni din raionul omonim, RSS Moldovenească, URSS (actualmente în Republica Moldova). Provine dintr-o familie de artiști, tatăl și fratele ei sunt artiști, iar mama, designer.
În copilărie s-a mutat împreună cu familia în orașul ucrainean Cernăuți.
În timp ce frecventa liceul, a studiat pictura la Școala de Artă din Cernăuți în 1990, absolvind în 1994. După absolvirea liceului în 1996, a studiat dreptul la academia locală de drept și economie, disciplinele de criminologie, drept civil și comercial.
După absolvirea liceului, a plecat în excursii de studiu în Polonia, Germania, Olanda, Belgia și Franța. O importanță deosebită a avut vizita din 2003 la artiștii polonezi Dariusz Milinski și Tomasz Sentowski. 
A participat la numeroase expoziții de artă din Ucraina și străinătate, a publicat cartea „Lumea lui Levkas” (Світ Левкасу).

## Lucrări

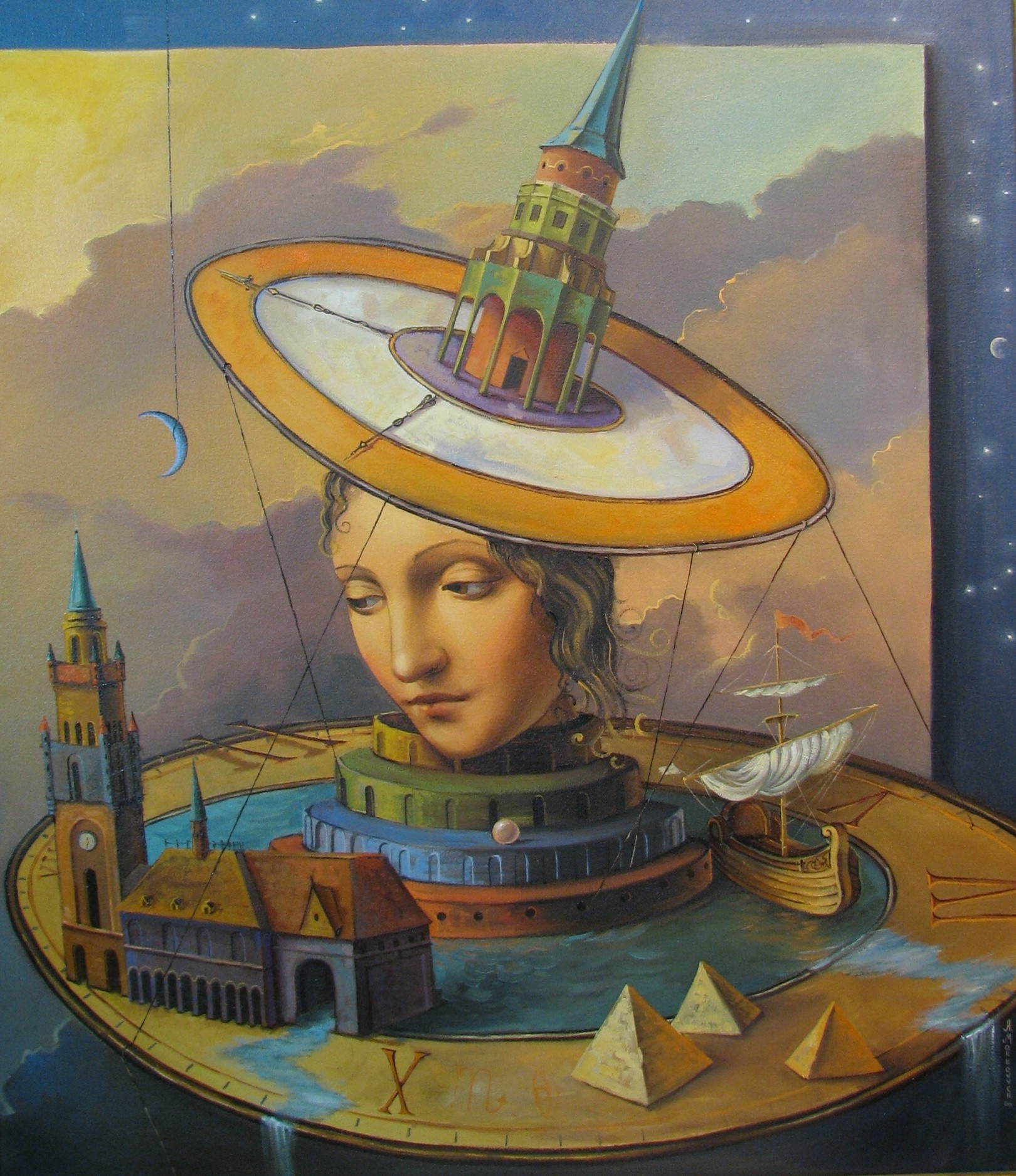
Trecutul, 2006. 70x60cm.
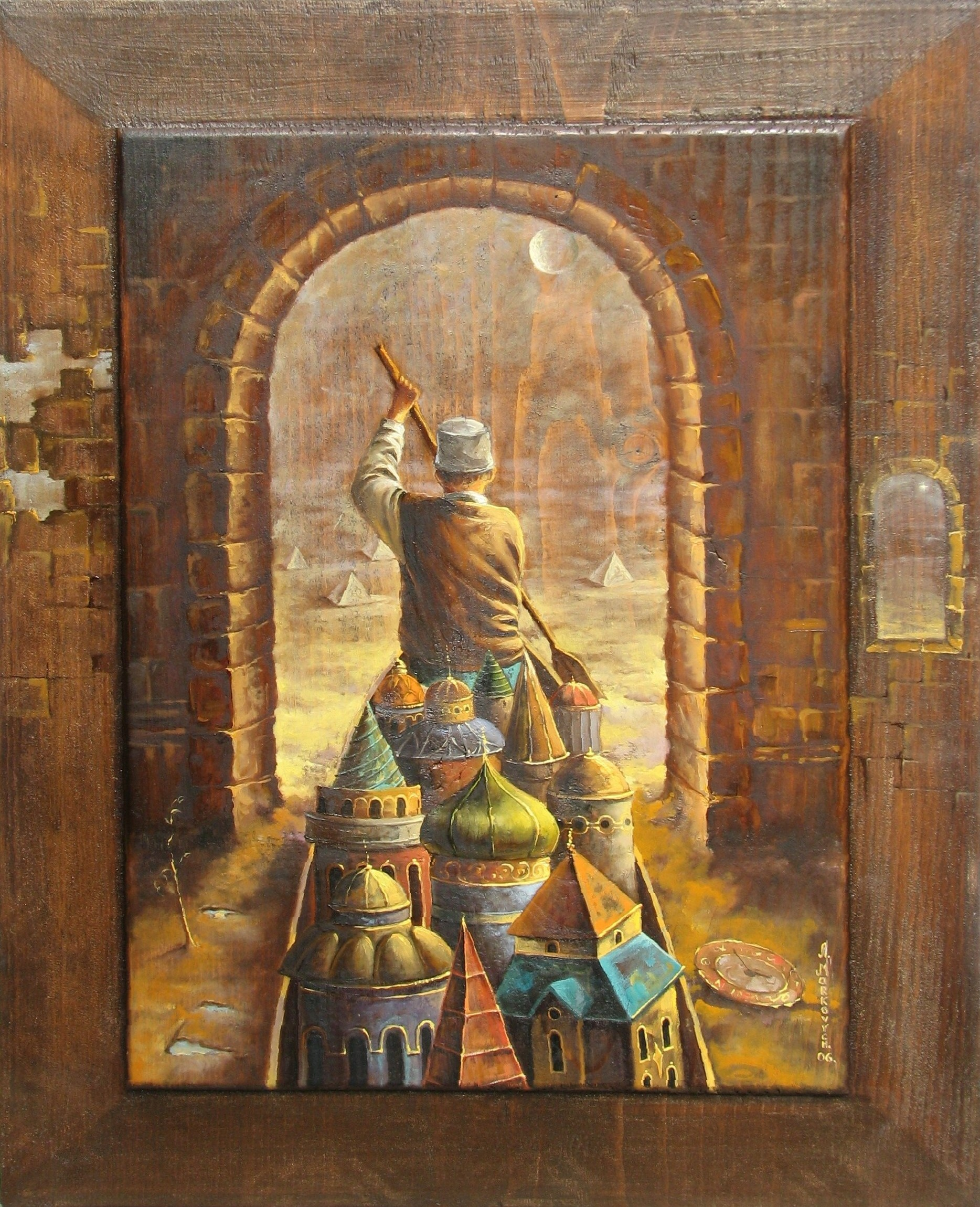
Călătorul, 2006. 40x30cm.
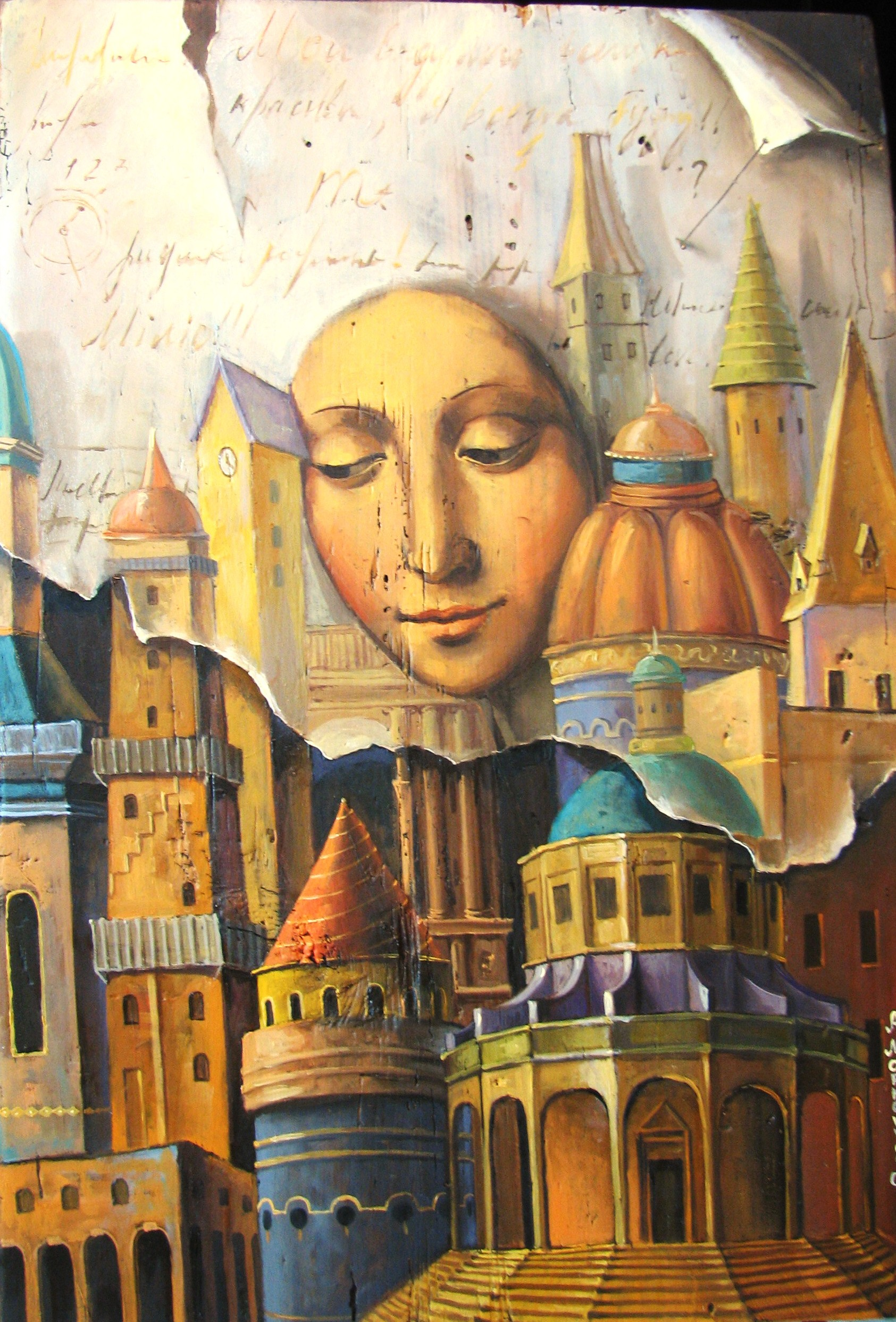
Prin secole, 2006. 32x22cm.
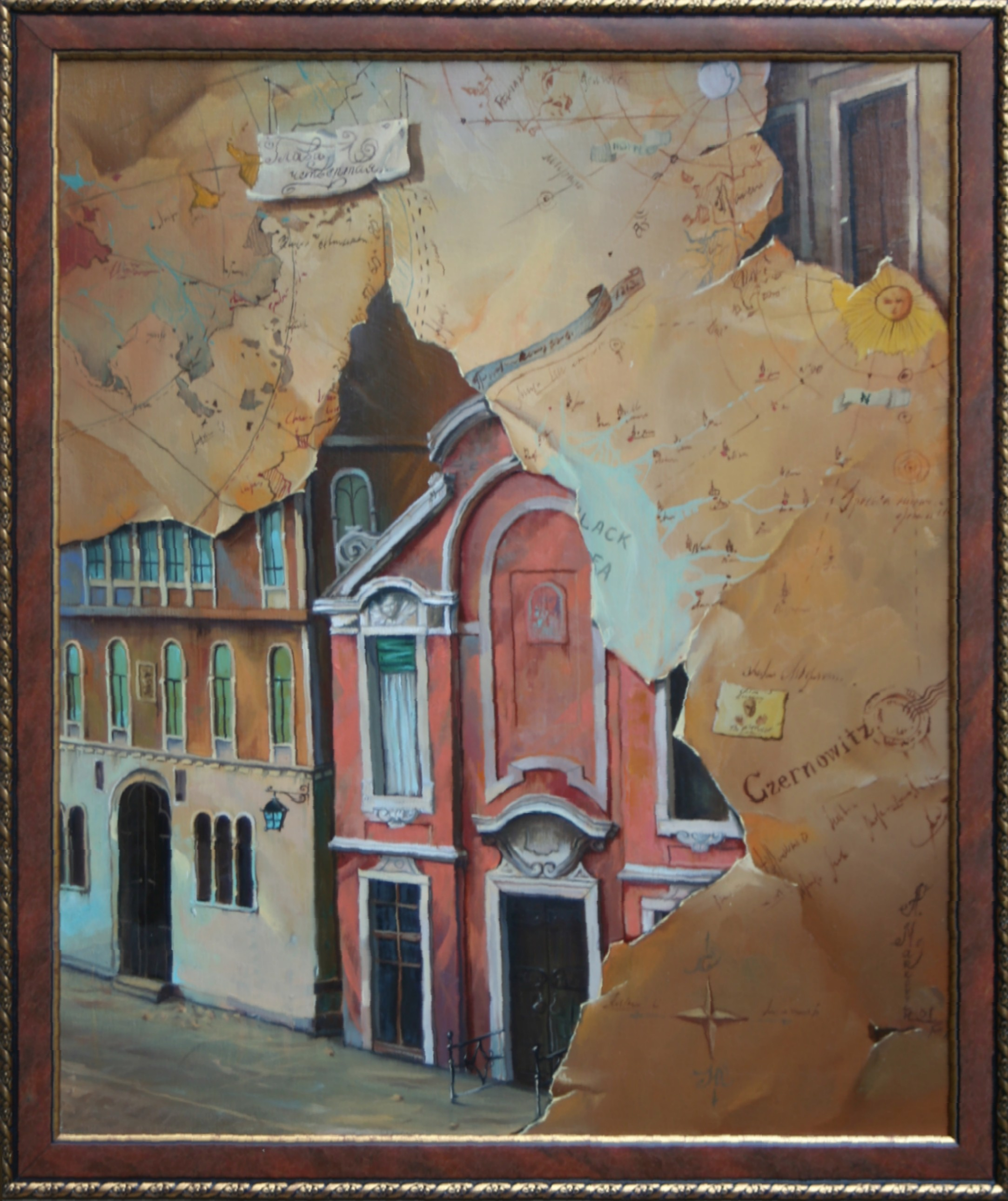
Ziua orașului, 2008. 60x50cm.
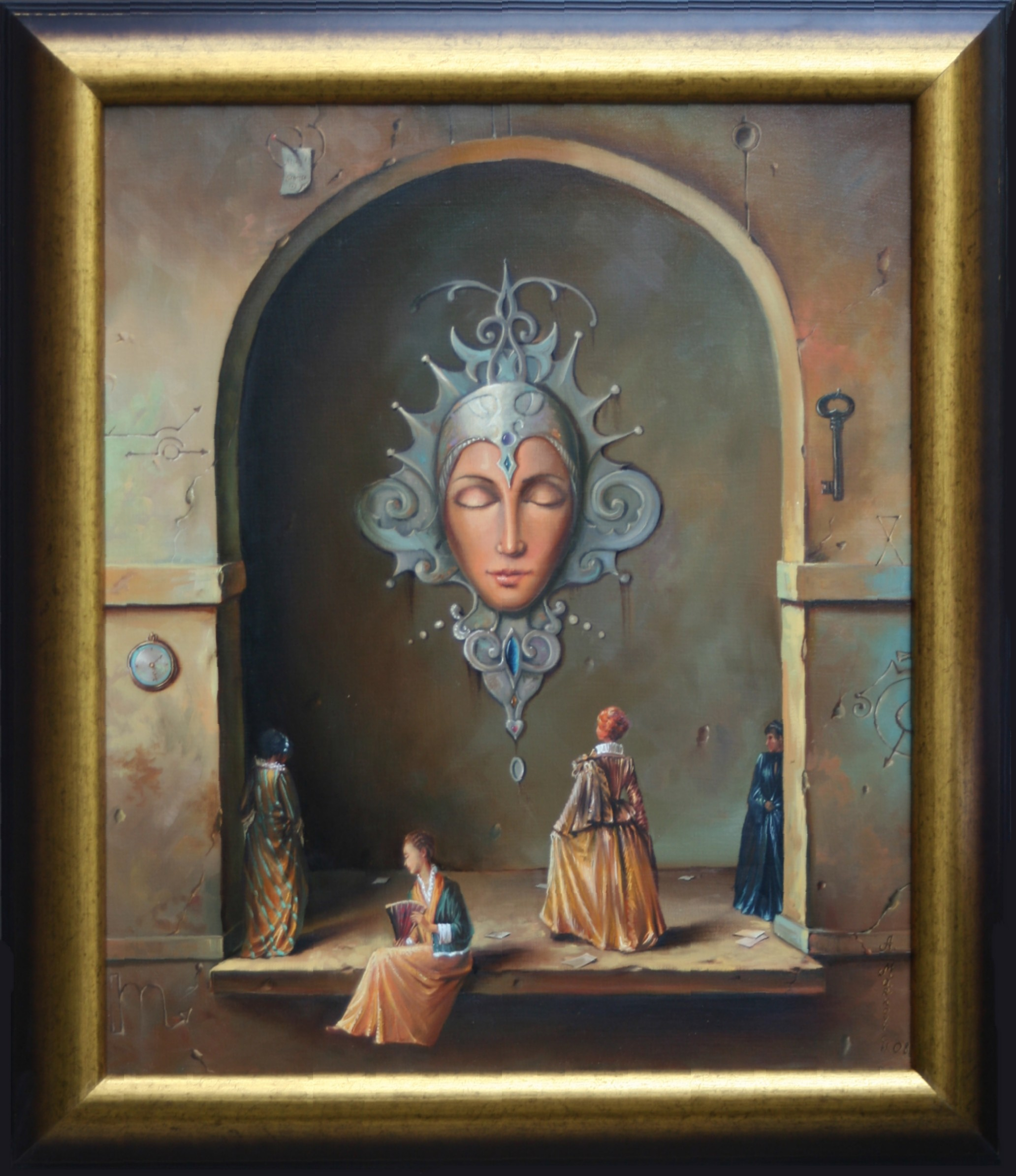
Masca, 2008. 60x50cm.
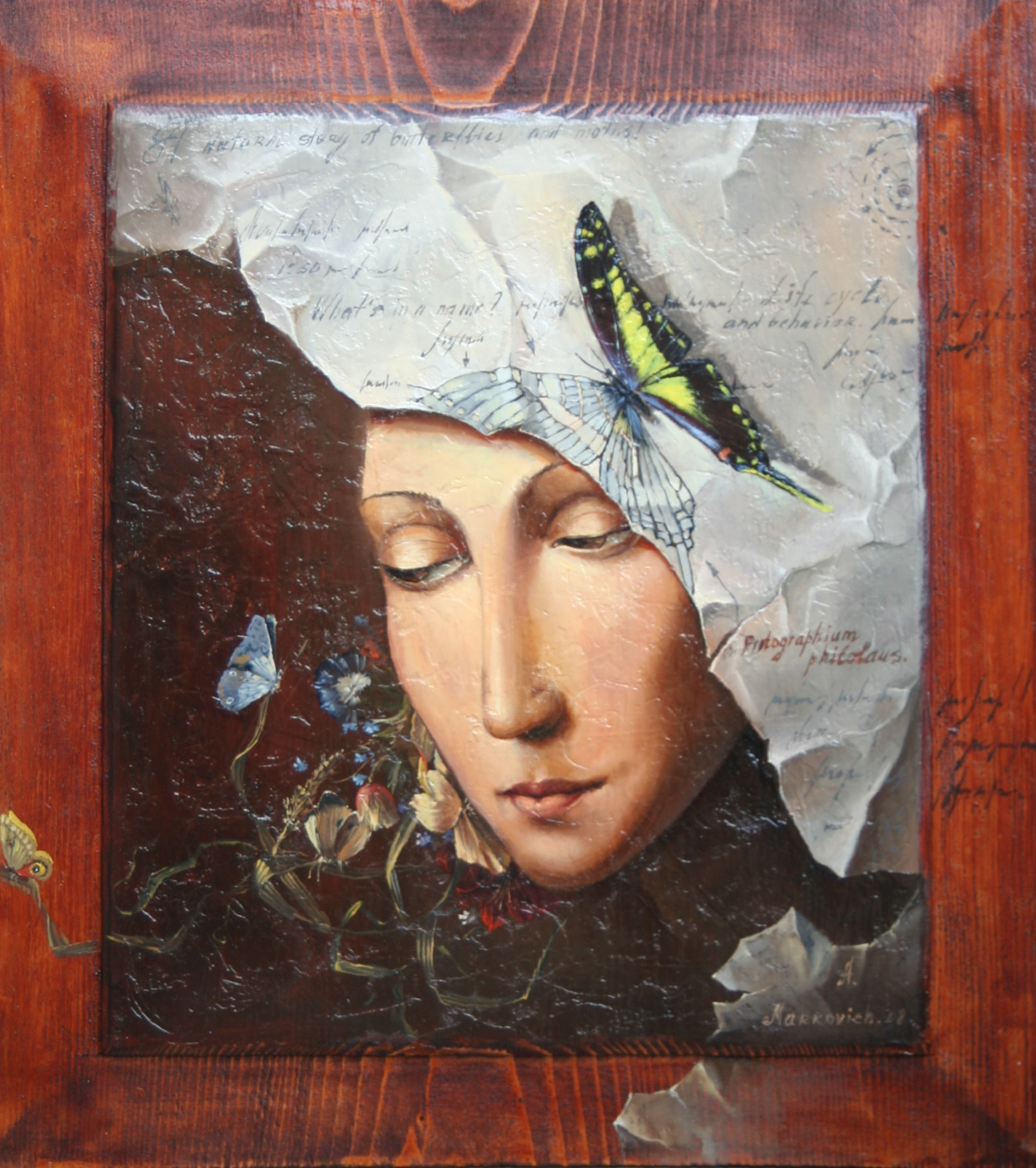
Iluzia realității, 2008. 50x44,5 cm.